# La donna di nessuno
La donna di nessuno (Sans état d’âme) è un film del 2008 diretto da Vincenzo Marano, liberamente tratto dal romanzo Histoire d'une prostituée di Clara Dupont-Monod.

## Trama
Madame Louise, che gestisce un giro di escort, viene arrestata e accusata di traffico di droga. Il giudice Martin Delvaux, sposato con Camille e con un'ottima posizione sociale, impone a Mélanie, una delle ragazze, di testimoniare contro Madame Louise, ma Mélanie viene uccisa. Il caso è affidato al fratello del giudice, l'ispettore Grégoire, che non crede alla testimonianza di un'altra prostituta, Sarah Rousseau, secondo cui l'imputata sarebbe implicata nel traffico degli stupefacenti.
Anche Jeanne, un'indefessa giornalista, indaga, pagando profumatamente Sarah affinché le dica tutto ciò che sa su Mélanie. Le due ragazze sviluppano una sincera amicizia fin quando Martin, da anni amante della escort, seduce Jeanne. L'amore della Rousseau nei confronti del giudice è forte ed esclusivo, e quando apprende che Martin si sta allontanando da lei convoca l'ormai rivale Jeanne e l'amato. Davanti alla giornalista viene confessata la verità: Mélanie voleva rivelare l'adulterio del giudice, ha ricattato Sarah e nella colluttazione con la donna è precipitata dalla finestra. Sarah voleva costituirsi, ma Martin glielo ha impedito, imponendole la falsa testimonianza. Finito il racconto, Sarah si uccide.
Grégoire, su pressione di Camille, non incrimina il fratello, che torna alla vita coniugale, mentre Madame Louise viene rimessa in libertà.